# Vulkapordány
Vulkapordány (németül Wulkaprodersdorf, horvátul Vulkaprodrštof) mezőváros Burgenlandban, Ausztriában, a trianoni békeszerződésig Sopron vármegye része.

## Fekvése
A  Vulka patak partján, a Soproni-hegység nyugati oldalán fekszik, nem messze a Fertőtől. A falut érinti a GYSEV Sopron–Ebenfurt-vasútvonala, az ÖBB kezelésében lévő Pándorfalu–Vulkapordány-vasútvonal pedig Pándorfaluval köti össze.

## Története
A régészeti leletek tanúsága szerint területén már az  i. e. 5. évezredben is éltek emberek.
A 4. században területét fontos római út szelte át, így számos római emlék maradt fenn, ám az 1879/80-as vasútépítés során a helyi római temető megsemmisült.
A mai település első írásos említése 1292-ből való. 1307-ben "Kuhidparadan" néven említik. Az 1529-es és 1532-es török hadjáratokban a település olyannyira elpusztult, hogy szükségesnek mutatkozott az újratelepítése, ekkor települtek be horvát lakosai. Római katolikus temploma 1630 és 1642 között épült, helyén már korábban is állt egy erődített gótikus templom. A törökök 1683-ban elpusztították a templomerődöt védőfalaival együtt, de 1713-ban helyreállították.
Vályi András szerint " Vulka Pordány, Vulka Prodersdorf. Horvát falu Sopron Vármegyében, földes Ura Hg. Eszterházy Uraság, lakosai katolikusok, fekszik Stoczinyhoz nem meszsze, Soprontól 1 6/8 mértföldnyire, határja síkos, és termő, két nyomásbéli, leginkább rozsot, árpát, és zabot terem, szőleje közönséges, erdeje nints, kertyei alatt Vulka-vize foly, és innen veszi Vulka Pordány nevezetét, melly víz Fraknó Váránál veszi eredetét, és Fertő Tavába ömlik; itten főzettetik salétrom, és hamuzsír is."
Fényes Elek szerint " Vulka-Pordány, horvát f., Sopron vmegyében, a Vulka mellett: 1142 kath. lak., paroch. templommal. Vizimalom. Róna, termékeny határ. F. u. hg. Eszterházy. Ut. post. Nagy-Höflein."
Az első világháború után a helyi lakosság titkos népszavazással Német-nyugatmagyarország autonómiáját követelte.
1992. június 21-én mezővárosi rangot kapott.

## Népessége
2005-ben 1870, nagyrészt horvát lakosa volt.

## Nevezetességei
- A „Kereszt megtalálása” plébániatemplom, a korábbi gótikus erődtemplom helyén 1630-1642 között épült barokk stílusban. 1683-ban elpusztította a török, 1713-ban újjáépítették. A szószék, a keresztelőmedence és a „Madonna a gyermekkel” szobor 1700 körül keletkezett. Tornya 1801-ben épült.
- A Mária-kápolna 1779-ben épült.
- A Kolera-kápolnát az 1831-es nagy kolerajárvány emlékére építették.
- A Szentháromság-oszlop 1725-ben készült.

## Neves személyek
- Itt született 1902. szeptember 21-én Menyhárd István Ybl-díjas építészmérnök, statikus, a műszaki tudományok doktora.